# George Wulff
George (Youri Victorovitch) Wulff (Георгий (Юрий Викторович) Вульф en russe), né le 22 juin 1863 à Nijyn (maintenant Ukraine) et mort le 25 décembre 1925 à Moscou, est un cristallographe russe d'origine germano-balte.

## Contributions scientifiques
George Wulff est connu pour ses apports à la cristallographie géométrique. À partir des enseignements sur la symétrie de Bravais et Fedorov, il développa une théorie pour prédire quelles faces cristallines se forment à l'équilibre lors de la croissance cristalline, ou quelles faces cristallines disparaissent en premier lors de la dissolution d'un cristal (construction de Wulff (de)). On lui doit aussi l'abaque de Wulff, un disque gradué permettant de reporter ou de lire des angles, utilisé pour la projection stéréographique.

Construction de Wulff pour déterminer la forme d'un cristal (bleu) à partir des énergies de surface anisotropes (rouge).
Abaque de Wulff utilisé pour la projection stéréographique, avec une graduation par pas de 10° entre les cercles.